# Sphaerion cyanipenne
Sphaerion cyanipenne là một loài bọ cánh cứng trong họ Cerambycidae.